# イマヌエル・ヴェリコフスキー

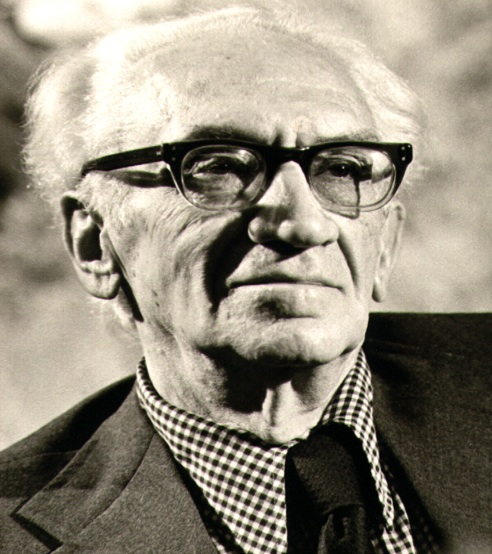
イマヌエル・ヴェリコフスキー（1974年、アメリカ科学振興協会のサンフランシスコでの会議にて）

イマヌエル・ヴェリコフスキー（ロシア語: Иммануил Великовский、1895年6月10日(NS) - 1979年11月17日）は、ロシア出身のアメリカ人であり、一般には疑似科学者だと見なされている人物。古代史を再解釈して天変地異説を唱える著書『衝突する宇宙』(1950) を発表し、主にアメリカでベストセラーとなった。それ以前にはイスラエルでヘブライ大学創設に関わり、精神科医および精神分析学者として尊敬されていた。

## 人物
著書『衝突する宇宙』は、比較神話学と聖書に代表される古代の文献を駆使し、古代に地球が他の惑星（主に金星と火星）と極めて近くまで接近するなどの天変地異を経験したと主張するものである。Hans Bellamy、Ignatius Donnelly、Johann Gottlieb Radlof,など数ある天変地異説の中での位置づけについてイギリスの天文学者 Victor Clube と Bill Napier は「……ヴェリコフスキーは新天変地異説の中では最初というわけではない……むしろ彼は中世やそれ以前から続く天変地異説を唱える者の系譜の中では最も新しい」としている。ヴェリコフスキーは天体の力学に電磁気力が大きな役目を果たしたと主張している。また、古代エジプト、古代ギリシア、近東のイスラエルの地を含む各種文化についても新たな年表を提案している。それは、前1200年のカタストロフの原因を説明すると同時に、考古学の成果と聖書の記述とを強引に整合させようとするものである。
ヴェリコフスキーの理論は学界からは完全に拒絶され、無視されている。それでも著書はよく売れ、一部に熱狂的な支持者が生まれた。彼の著書をめぐる賛辞と批判の対立はしばしば「ヴェリコフスキー事件」とも呼ばれる。

## 生涯
※この節はイマヌエル・ヴェリコフスキーの Days and Years を元に記されている。

### 生い立ち
1895年、ロシア帝国のヴィーツェプスク（現在はベラルーシ）で裕福なユダヤ教徒の一家に生まれる。子供のころから複数の言語を学び、モスクワのギムナジウムに送り込まれて教育を受け、特にロシア語と数学に才能を見せた。1913年に優秀な成績で卒業。その後ヨーロッパとパレスチナを旅行し、フランスのモンペリエで医学を簡単に勉強した後、エディンバラ大学で医学部進学課程をとった。第一次世界大戦勃発前にロシアに戻り、1921年にモスクワ大学で医学博士号を取得した。

### ヘブライ大学
医学博士となると即座にロシアを離れ、ベルリンへと向かった。そこで父の経済的援助を受けつつ Scripta Universitatis Atque Bibliothecae Hierosolymitanarum（エルサレムの大学と図書館の文書）と題した科学論文集のヘブライ語訳版の編集と出版を行った。数学と物理学の巻についてはアルベルト・アインシュタインを助手として雇った。完成するとこのプロジェクトはヘブライ大学創設の基盤となった。出来たばかりだったヘブライ大学はこの著作を世界各地の学術組織に贈呈し、代わりに別の本を贈ってもらい、同大学の図書館の蔵書を充実させた。
1923年、ヴェリコフスキーはヴァイオリン奏者の Elisheva Kramer と結婚した。

### 精神科医としての経歴
1924年から1939年まで、ヴェリコフスキーはイギリス委任統治領パレスチナに住み、医師として開業し（一般医療と精神科）、精神分析学も行った（ウィーンでジークムント・フロイトの弟子 Wilhelm Stekel に学んだ）。この間に彼は十数の医学や精神分析学の論文を学術誌に発表している。例えば、てんかんを特徴付ける異常な脳波についての論文を発表しており、これは今ではてんかんの診断に普通に使われている。またフロイトの Imago にもよく論文を発表しており、フロイト自身の夢を分析した論文もある。

### アメリカ移住と作家としての経歴
1939年、戦争が近いという観測がなされる中ヴェリコフスキーは家族と共にニューヨークに旅行し、そこでサバティカルを過ごし Oedipus and Akhnaton という本を書くための調査をしようと考えていた。これはフロイトの『モーゼと一神教』に触発されたもので、ファラオのイクナートンが伝説のオイディプースのモデルだった可能性を検証する構想だった。フロイトは、一神教を創始したとされるイクナートンが、イスラエルの砂漠で民衆にモーゼが説いた宗教原理の原典だったと主張した。フロイト（およびその先駆者）の主張の根拠となっているのは、聖書の賛美歌104番とアケトアテンにあるイクナートンの墓の壁に刻まれていた文章の類似性である。フロイトへの反証と出エジプト記が実際にあったことを証明するため、ヴェリコフスキーはエジプト側の文献に出エジプト記に対応するものがないかを捜した。その1つが Ipuwer Papyrus で、彼は聖書に出てくる伝染病の記述と似ていると考えた。従来のエジプト学では Ipuwer Papyrus の成立年代が非常に古いと想定されており、聖書の出エジプト記の年代（紀元前1500-1450年ごろ）や従来のエジプト史との整合で言われている出エジプト記の年代（紀元前1250年ごろ）よりも古いとされていた。このため、ヴェリコフスキーは従来の歴史の定説が間違っていて、それを訂正する必要があると考えた。
アメリカに来て数週間後、第二次世界大戦が勃発した。間もなく元々の著書の構想から発展させ、ヴェリコフスキーは過激な天変地異的宇宙論を生み出し、定説をくつがえす新たな歴史を考案した（後述）。結局ニューヨークに定住することになり、研究と執筆を継続し、彼の理論を学界や一般社会に広める方法を捜し求めた。まず、1945年に Scripta Academica という理論の概要を記した小冊子を2冊（Theses for the Reconstruction of Ancient History と Cosmos Without Gravitation）自費出版した。1947年、天文学者ハーロー・シャプレーにそれらを送り、そこである程度の反響を得ることになった。
1950年、『衝突する宇宙』の原稿を8社の出版社に持ち込んで断られ、最終的に学術出版界の大手である Macmillan で出版することが決まった。その出版前に Harper's Magazine でリーダーズ・ダイジェスト誌がよくやるような非常に肯定的な特集が組まれ、激しい論争が起きた。ヴェリコフスキーに小冊子を送りつけられていたシャプレーがこの論争に気づき、本の出版に反対の立場で参戦した。シャプレーは『衝突する宇宙』を出版し続けるなら Macmillan の本を教科書として採用しないと脅した。結局同書の出版元は2カ月もしないうちにダブルデイに移った。そのころにはアメリカ合衆国でベストセラーになっていた。1952年、ダブルデイはヴェリコフスキー版の歴史書の第1弾である『混沌時代』を出版。1955年には『激変の地球』を出版した。ヴェリコフスキーは1952年11月、マンハッタンからニュージャージー州プリンストンに引っ越している。
1950年代から1960年代初めにかけて、ヴェリコフスキーは各大学にとって「ペルソナ・ノン・グラータ ＝ 好ましからざる人物」とされた。しかしその後は講演を依頼されるようになる。彼の講演には毎回大変な人数の聴衆が集まった。1972年、カナダ放送協会がヴェリコフスキーとその業績を紹介する1時間番組を放送し、ヴェリコフスキーの名声はさらに高まった。1973年にはBBCが30分のドキュメンタリー番組を放送している。
1970年代中ごろ以降、ヴェリコフスキーは学界における批判的論者への反駁に時間を費やすようになり、同時に北米やヨーロッパ各地で講演を行った。糖尿病と間欠的なうつ病を患った（娘によれば学界に批判され続けたために悪化したという）。また、予定されていた続編（『衝突する宇宙』の前の話と『混沌時代』の続編）の出版は微妙となった。
生涯最後の2年間に『混沌時代』の続編2冊 Peoples of the Sea (1977) と Rameses II and his Time (1978) がようやく出版された。1979年11月17日、妻に看取られながら自宅で亡くなった。

### 死後
ヴェリコフスキーは死後に残っている著作を出版させるため、Lynn E. Rose を後見人に指定していた。しかし、遺族はどうにかして遺稿を管理下におき、未亡人の監督下で2冊の遺稿集 Mankind in Amnesia (1982) と Stargazers and Gravediggers (1983) が出版された。前者は精神分析学関係の著作で、後者は1955年までのヴェリコフスキーに対する学界からの批判をまとめたものである。
その後ヴェリコフスキーの遺稿は2人の娘の管理下に置かれ、彼女たちはその出版を拒み続けた。例外として父親の伝記 ABA — the Glory and the Torment: The Life of Dr. Immanuel Velikovsky を1995年に出版し、やや疑わしいレビューがいくつか書かれている。また『混沌時代』をヘブライ語に翻訳した The Dark Age of Greece がイスラエルで出版された。ヴェリコフスキーとアインシュタインの対談集もヘブライ語でイスラエルで出版されている（娘が編集）。1990年代末ごろ未発表の手稿なども含めた資料が Velikovsky Archive で公開された。2005年には娘がヴェリコフスキーの全ての蔵書をプリンストン大学図書館に寄贈した。

## アイデア
ヴェリコフスキーは1920年代から1930年代にかけて医療や精神分析学の著作をいくつも出版しているが、彼を有名にした著作が生まれたのはニューヨークに住み始めた1940年代のことである。彼は1942年11月に自分の考えの中核部を宣誓供述書という形でまとめ、Scripta Academica という小冊子2冊をそれぞれ Theses for the Reconstruction of Ancient History (1945) と Cosmos without Gravitation (1946) として自費出版した。
その考えは総合的なものでいろいろな面で完全とはいえないものだったため、ヴェリコフスキーは古代史関連と物質科学関連を別々にして一連の本の形で出版するという形態を選択し、それを世に出すことにした。ヴェリコフスキーは熱心なシオニストで、そのことが彼の考え方の根底にあるのは確かだが、単なるシオニストの考えというには広範囲に渡っている。彼の著作全体は、聖書に描かれている歴史とエジプト史などの考古学や古代の文献から構築されている歴史とを整合させたいという考えに端を発している。
ヴェリコフスキーは両方の文献に共通する事象の記述を捜し求め、Ipuwer papyrus を見つけ、これが当時のエジプト人が出エジプト記の出来事を記録したものだと信じた。さらに彼はこの両者が大規模な自然災害を記述したものだと解釈した。ヴェリコフスキーはユダヤ教徒がエジプトを脱出した物理的原因を求め、その前後の歴史を調査・推定し、世界各地の歴史的文献や神話を比較し、世界的規模で周期的に大災害が起きていたと信じるようになった。
彼は過激な学際的考え方に到達した。それをまとめると次のようになる。
- 地球という惑星は、人類が歴史を記録する以前も以後も世界的規模の自然災害に見舞われてきた。
- それら大災害の証拠は地質記録（この点でヴェリコフスキーは斉一説ではなく天変地異説を採用している）にも考古記録にもある。多くの種の絶滅は突発的に同時に起きており、ダーウィンの進化論のような緩やかな自然淘汰ではない。
- 人類が経験した大災害は、全ての古代文化・文明の神話・伝説・文献に記録されている。ヴェリコフスキーは様々な文化・文明の記録の中で一致していると思われるものを指摘し、それらが実際に起きた同じ事象を指しているとした。例えば、大洪水の記録は旧約聖書、ギリシャ神話のデウカリオーンの伝説、インド神話のマヌの伝説などにある。これらが単なる神話や伝説とみなされるようになった機構として、ヴェリコフスキーは精神分析学的な「文化的な記憶力欠如」という考え方を提案している。
- これらの天災の原因は、太陽系内の他の天体と地球が接近遭遇したことにある。土星、木星、火星、金星といった惑星は、人類が誕生して以降も現在とは違う軌道だったことがあるとした。
- そのような惑星軌道の変化を可能にする力として、ヴェリコフスキーは電磁気力が重力以上に強く働いたのではないかと考えた。

ヴェリコフスキーが具体的に提唱した大災害（大変動）としては次のものがある。
- 地球は現在の軌道に落ち着く以前に「原始土星」の衛星だったことがあるとする仮説。
- ノアの大洪水は原始土星が新星状態になり、その質量の大半を宇宙空間に放出したために起きたとする仮説。
- バベルの塔の崩壊は水星によって引き起こされたとする仮説。
- ソドムとゴモラの滅亡は木星によって引き起こされたとする仮説。
- （木星から飛び出したとされる）金星が彗星のような軌道を描き、定期的に地球に接近して大災害を起こしたとする仮説。紀元前1500年ごろの出エジプト記やヨシュア記にある「太陽が静止した」という記述の原因が金星の接近だとしている。
- 火星も周期的に地球に接近し、紀元前8世紀と7世紀の大破壊を引き起こしたとする仮説。

上述したようにヴェリコフスキーはこれらを1940年代初めに構築した。しかし、本の形で一般に公表したのはその一部だけであり、彼は生涯をかけて研究と拡張に努めた。それぞれの本には次のような部分が記載されている。
- 『衝突する宇宙』(1950) は金星と火星が引き起こした災害について文献や神話を論じている。
- 『混沌時代』(1952) に始まる一連の本は、ヴェリコフスキー版古代史となっている。
- 『激変の地球』(1955) は地球規模の大災害の地質学的証拠を論じている。

ヴェリコフスキーの土星・水星・木星に関する仮説は出版されなかったし、それらに関する現存する手稿もあまり詳細ではない。
ヴェリコフスキーは天体力学に電磁気力が大きな役割を果たしたとする説についてはあまり多くを語っていない。1946年の小冊子 Cosmos without Gravitation でその仮説を提唱して以来ほとんどそれについて語らず撤回したように思われていたが、死後に出版された Stargazers and Gravediggers ではそれが復活している。ヴェリコフスキーは Cosmos without Gravitation を大学の図書館や各地の科学者に送り、これに対する反応として天文学者や物理学者から激しい反論があった。しかし一部にはこの仮説に惹きつけられた人々もいて、恒星はその内部の核融合反応を動力源とするのではなく、銀河規模の電磁エネルギーの流れによって動かされるという仮説に発展させていった。しかしそのような考えには通常の文献による裏づけが全くない。

## ヴェリコフスキー版古代史
ヴェリコフスキーは中東を中心とした古代の年代設定がエジプトのソティス周期とマネトによる歴代王の一覧に基づいたものであるとし、全体的に間違っているとした。そしてそれによって聖書の記述と周辺文化の記録に齟齬が生じているとし、ギリシャやその他の地域に見られる暗黒時代の不可解さの原因だとした。ヴェリコフスキーは一部の年代設定や王朝の時代をエジプト古王国からプトレマイオス朝時代に移し（これを Revised Chronology と称した）、出エジプト記の時期をエジプト中王国末期に設定した。彼は他にも様々な歴史上の事件の年代を差し替え、それによって「暗黒時代」という幻影が消え去り、聖書の記述とヘロドトスの記した歴史が完全に一致するようになるとした。
この考え方はまず『混沌時代』で発表され、後に関連する著作である Oedipus and Akhnaton（世紀末の黙示録 -甦る古代の伝説と真実の歴史）、Peoples of the Sea、Rameses II and His Time が出版された。ヴェリコフスキーの亡くなった時点ではあと2冊が未発表だったが、後にインターネット上で The Assyrian Conquest と The Dark Ages of Greece が公開された。
この考え方は歴史学界からは拒絶されており、ヴェリコフスキーの信奉者にもこれについては支持しない人がいる。

## 評価

### ヴェリコフスキー主義
1960年代から1970年代にかけて、ヴェリコフスキーに触発された追随者が多数出現した。政治学者 Alfred de Grazia は自身の雑誌 American Behavioral Scientist の1963年の号でヴェリコフスキーを特集し、さらにそれを単行本に発展させ1966年に The Velikovsky Affair を出版した。de Grazia の後の著書 Cosmic Heretics (1984) についての The Skeptical Inquirer の書評では、ヴェリコフスキーが1970年代にも忘れ去られなかったのは de Grazia の努力の賜物かもしれないとしている。
1974年、現代版（特にヴェリコフスキー版の）天変地異説への高まる興味に呼応して Society for Interdisciplinary Studies (SIS) が創設された。1985年には SIS から Institute for the Study of Interdisciplinary Sciences (ISIS) が独立した。これは David Rohl が新たに自説の古代史を構築し、ヴェリコフスキー版古代史を否定したことから分離に至ったものである。
1975年にはヴェリコフスキーの説を扱う雑誌 Kronos: A Journal of Interdisciplinary Synthesis が創刊。1972年から1975年にかけては、Pensée: Immanuel Velikovsky Reconsidered という雑誌が10号まで発刊されていた。ヴェリコフスキーをめぐる論争は1970年代中ごろにピークに達し、1980年代には沈静化した。1984年にはかつてヴェリコフスキー主義者だった C. Leroy Ellenberger が積極的な反対派に鞍替えしている。2000年代に入って以降も David Talbott などのヴェリコフスキー主義者が活動している。

### 批判
ヴェリコフスキーのアイデアは学界からは否定されており、その結論の詳細は至る所で間違っていると見なされている。比較神話学を使って天体の動きを導き出すといった学者から見て一般的でない手法は、結論を導き出す手段として受け入れられないとされている。スティーヴン・ジェイ・グールドはヴェリコフスキーへの学界の反応をまとめ、「ヴェリコフスキーは変人でもペテン師でもない。しかし私の意見と友人の意見を引用するなら、彼は壮絶に間違っている（中略）ヴェリコフスキーは古代の伝説の不正確さを補おうとして天体力学という科学を再構築しようとした」と記している。
ヴェリコフスキーの最大のベストセラー『衝突する宇宙』は、最大の批判を受けた本でもある。天文学者ハーロー・シャプレーはセシリア・ペイン＝ガポーシュキンらとともに、Macmillanがこの本を出版すると決定したことを強烈に批判した。天文学界からの根本的批判は、この本に描かれた天体力学が物理学的にあり得ないという点であり、エネルギー保存の法則や角運動量保存の法則を無視している点である。
ヴェリコフスキーは Stargazers & Gravediggers の中で、天体力学について批判されることを予想して『衝突する宇宙』に本来あった付録を削除し、比較神話学的観点でのみ評価されることを望んでいたと記している。しかし、それでも批判を受ける結果となった。その付録とは1940年代にシャプレーなどの学者に送った Cosmos Without Gravitation を発展させたものだった。
1974年までにヴェリコフスキーをめぐる論争はアメリカ国内に深く浸透し、アメリカ科学振興協会がそれに関する会議を開催し、ヴェリコフスキーとカール・セーガンを招待するまでになった。UFOが話題を独占したときにもアメリカ科学振興協会は同様の対応を迫られていた。セーガンはヴェリコフスキーへの批判を展開した。その内容は Scientists Confront Velikovsky にあり、それを改訂して本にしたのが Broca's Brain: Reflections on the Romance of Science 〔邦訳『サイエンス・アドベンチャー』（新潮社、新潮選書）〕である。セーガンは一般の聴衆に向けて意見を述べ、ヴェリコフスキー個人とは議論しなかったが、その点が後にヴェリコフスキー信奉者に攻撃する隙を与えることになった。セーガンはそれらについても後に反論し、PBSの自身の番組 Cosmos でもヴェリコフスキーへの批判を展開し、同時にヴェリコフスキーの考えを封じようとした科学者らも批判している。
『衝突する宇宙』における神話や文献の扱い方について非常に詳細な批判がなされるようになったのは1980年代のことで、Bob Forrest が重要な検証を行い公表した。1974年以前に James Fitton がヴェリコフスキーの神話解釈を簡単に批評しているが、ヴェリコフスキーやその信奉者には無視された。Fitton の文章は「ヴェリコフスキーの神話の扱い方は少なくとも3つの重要な点で不健全である。第一に彼は全ての神話を独立した価値があるものとして扱う傾向がある。第二に仮説に一致する素材だけを扱う傾向がある。第三に手法全体が体系的でない」と始まっていた。かつてヴェリコフスキー信奉者だった C. Leroy Ellenberger は A Lesson from Velikovsky の中でヴェリコフスキーの位置づけを簡単に分析している。
近年氷床コアの研究が進み（グリーンランドや南極のボストーク基地など）、ヴェリコフスキーが完新世末期にあったとした地球規模の災害の痕跡が見つからないことが判明している。

## 「ヴェリコフスキー事件」
ヴェリコフスキーへの批判はいくつかの面から行われたため（ハーロー・シャプレーによる初期のキャンペーンなど）、その論争自体を分析する者も現れた。特に American Behavioral Scientist 誌の研究が傑出しており、後に The Velikovsky Affair という本にまとめられている。そこでの観点は学界の閉鎖性であり、専門外の人間が新しいアイデアを出したときの学問分野の反応や、学際的研究への反感といったことを論じている。最近では メリーランド大学の歴史学教授 James Gilbert がこの見方への反論を試み、ヴェリコフスキー信奉者のホレイス・カレンとハーロー・シャプレーの関係に注目して分析を試みている。それ以前に Henry Bauer がヴェリコフスキー事件を科学者の新しい考え方への抵抗とする見方に反論を試み、「あの事件を新しいアイデアへの科学の反応の典型例と決め付ける前に、ヴェリコフスキーの主張の性質と妥当性を検証しなければならない」と記している。
科学出版界はヴェリコフスキーが批判に対して反論する公開討論の場を決して設けようとしなかった。このためヴェリコフスキーは自身を "suppressed genius"（抑圧された天才）だとし、自らを火あぶりになったジョルダーノ・ブルーノにたとえた。
ヴェリコフスキーの出版によって巻き起こされた論争は、20世紀後半の天変地異説復活の一因となった。しかし同時にいわゆる「ヴェリコフスキー事件」がそれらに悪影響を与えた面もあるとされている。

## 著作
- 衝突する宇宙 Worlds in Collision (1950) - 鈴木敬信訳、法政大学出版局、1951年。
- 混沌時代 Ages in Chaos (1952) - 鈴木敬信訳、法政大学出版局、1985年4月。別訳題、『古代地球大異変 - くつがえされた古代エジプト・イスラエル史』竹内均訳、三笠書房、1981年9月。
- 激変の地球 Earth In Upheaval (1955) - 山田忠訳、国書刊行会、1984年8月。
- 世紀末の黙示録 - 甦る古代の伝説と真実の歴史 Oedipus and Akhnaton (1960) - 高橋良典訳、自由国民社、1989年3月。
- Peoples of the Sea (1977)
- Ramses II and His Time (1978)
- Mankind in Amnesia (1982)
- Stargazers and Gravediggers (1983)

### 批判
- Jerry Pournelle's commentaries on Sagan's arguments at the AAAS meeting.
- Velikovsky in Collision —  Stephen Jay Gould
- Ellenberger, Leroy (1995), “An Antidote to Velikovskian Delusions”, Skeptic 3 (4) 2007年7月19日閲覧。 (Linked on-line copy has some additions by Ellenberger to the article as originally published.)
- A lesson from Velikovsky — Leroy Ellenberger
- "Top Ten Reasons Why Velikovsky is Wrong About Worlds in Collision" — Leroy Ellenberger
- Mewhinney, Sean (1986), “El-Arish Revisited”, Kronos XI (2):  41–61
- Abraham Sachs' address at Brown University 1965 on cuneiform sources